# A'e
A'e (en chino simplificado, 阿峨; pinyin, ā'é) es una aldea Zhuang en el distrito de Wenshan, prefectura autónoma zhuang y miao de Wenshan, provincia de Yunnan, China.
Es especialmente famoso en China y Japón por la calidad de sus grabados en madera del pueblo Zhuang.
La tradición del grabado en madera es muy antigua y todavía se desarrolla y exporta a Asia.
Tradicionalmente, las familias preparan platos de arroz con flores para recibir a los invitados.